# Stygarctus gourbaultae
Stygarctus gourbaultae är en djurart som tillhör fylumet trögkrypare, och som beskrevs av Jeanne Renaud-Mornant 1981. Stygarctus gourbaultae ingår i släktet Stygarctus och familjen Stygarctidae. Inga underarter finns listade i Catalogue of Life.